# Pyrrhoglossum macrosporum
Pyrrhoglossum macrosporum är en svampart som beskrevs av Singer 1973. Pyrrhoglossum macrosporum ingår i släktet Pyrrhoglossum och familjen spindlingar.   Inga underarter finns listade i Catalogue of Life.